# Zack and Miri Make a Porno
Zack og Miri Make a Porno er en romantisk komediefilm fra 2008, skrevet og instrueret af Kevin Smith, distribueret af The Weinstein Company og med Seth Rogen og Elizabeth Banks i hovedrollerne. Det er Smiths anden film (efter Jersey Girl), der ikke finder sted inden for View Askewniverse og den første, der ikke forgår i New Jersey. Den blev udgivet den 31. oktober 2008 i USA og den 16. januar 2009 i Danmark. De dårlige indtjenings-resultater på filmen belastede Smiths forhold til producenten Harvey Weinstein efter Smith beskyldte Weinstein for ikke at bruge penge nok til markedsføring af filmen, en påstand Weinstein afviser.

## Handling
Zack Brown (Seth Rogen) og Miriam "Miri" Linky (Elizabeth Banks), der har været venner siden folkeskolen, bor sammen i Monroeville, en forstad til Pittsburgh i Pennsylvania. De er løbet tør for penge. Regningerne er ikke blevet betalt i månedsvis, og snart bliver der lukket for både el og vand. Den desperate situation, giver Zack en idé om, at de to sammen skal lave en pornofilm, som de derefter kan sælge.

## Rolliste
- Seth Rogen som Zack Brown
- Elizabeth Banks som Miriam "Miri" Linky
- Craig Robinson som Delaney
- Jason Mewes som Lester
- Traci Lords som Bubbles
- Jeff Anderson som Deacon
- Katie Morgan som Stacey
- Ricky Mabe som Barry
- Justin Long som Brandon St. Randy
- Brandon Routh som Bobby Long
- Tyler Labine som full kund
- Tisha Campbell-Martin som Delaneys fru
- Tom Savini som Jenkins
- Jennifer Schwalbach som Betsy
- Gerry Bednob som Mr. Surya
- Kenny Hotz som Zack II